# Anna Carin Olofsson-Zidek
Anna Carin Olofsson-Zidek (geboren: Olofsson Sveg, 1 april 1973) is een Zweedse biatlete.
Anna Carin Olofsson drong pas op late leeftijd door tot de wereldtop in het biatlon. Pas in 2003, op 30-jarige leeftijd maakte ze haar debuut in een wereldbekerwedstrijd. De stap naar de absolute wereldtop maakte ze echter een stuk sneller. Al bij het WK in Hochfilzen dat in 2005 gehouden werd, won ze de zilveren medaille op de massastart. Enkele weken daarvoor had ze in Antholz haar eerste podiumplaats bereikt. Uiteindelijk werd ze in 2004/2005 tiende in het wereldbekerklassement.
Het Olympisch seizoen 2005/2006 beloofde een succesvol seizoen te worden toen ze haar eerste drie wereldbekerzeges boekte. De eerste boekte ze in een individuele wedstrijd, waarna de sprint en de achtervolgingsoverwinning niet lang op zich deden wachten, vooral de één-op-één eindsprint waarmee ze de achtervolging won maakte indruk. Vol zelfvertrouwen vertrok Olofsson met de Zweedse equipe naar de Olympische Winterspelen 2006 in Turijn waar ze overduidelijk tot de betere biatleten hoorde. Op de 7,5 kilometer lange sprintwedstrijd legde ze beslag op de zilveren medaille en moest ze alleen Florence Baverel-Robert voor zich laten gaan. De massastart over 12,5 kilometer die voor het eerst werd gehouden op Olympisch niveau en als laatste onderdeel was gepland werd door Olofsson gewonnen met ruim 18 seconden voorsprong op Kati Wilhelm en bijna 42 seconden op Uschi Disl die het brons won.